# 송광호
송광호(宋光浩, 1942년 5월 10일~)는 대한민국의 정치인이다. 제14·16·18·19대 국회의원이다.

## 학력
- 1955년 매포국민학교 졸업
- 1958년 제천중학교 졸업
- 1961년 제천고등학교 졸업
- 1965년 성균관대학교 경제학 학사
- 1966년 육군보병학교 수료
- 1972년 연세대학교 행정대학원 행정학 석사

## 경력
- 자유민주연합 사무부총장
- 자유민주연합 원내부총무
- 국회 윤리특별위원회 위원장
- 한나라당 최고위원
- 한나라당 공천심의위원회 간사
- 한나라당 농어촌의정회 회원
- 한나라당 충청북도당 위원장
- 국회 국토해양위원회 위원장
- 대한민국헌정회 충북지회장
- 2024년 3월~2024년 4월: 제22대 국회의원선거 국민의힘 충북도당 선거대책위원회 고문
- 대한민국헌정회 부회장

## 논란

### 철도 비리로 인하여 의원직 상실
2012년 4월부터 2014년 5월까지 “고속철도 궤도공사에 납품하도록 도와달라”는 청탁과 함께 철도부품업체 AVT 대표 이모씨에게서 11차례 걸쳐 모두 6500만원을 받은 혐의로 기소되어 징역 4년을 선고받았다.

## 역대 선거 결과
|  | 46.85% |

|  | 29.33% |

|  | 41.32% |

|  | 45.00% |

|  | 53.23% |

|  | 56.29% |

## 소속 정당
| 소속 정당 | 소속 정당    | 소속 기간 | 비고                |
| --------- | ------------ | --------- | ------------------- |
|           | 민주정의당   | 1988~1990 | 정계 입문           |
|           | 민주자유당   | 1990~1992 | 합당                |
|           | 무소속       | 1992      | 탈당                |
|           | 통일국민당   | 1992~1993 | 입당                |
|           | 무소속       | 1993      | 탈당                |
|           | 민주자유당   | 1993~1995 | 복당                |
|           | 신한국당     | 1995~1997 | 당명 변경           |
|           | 무소속       | 1997      | 탈당                |
|           | 국민신당     | 1997~1998 | 창당                |
|           | 무소속       | 1998      | 탈당                |
|           | 자유민주연합 | 1998~2003 | 입당                |
|           | 무소속       | 2003      | 탈당                |
|           | 한나라당     | 2003~2012 | 복당                |
|           | 새누리당     | 2012~2016 | 당명 변경 정계 은퇴 |
|           | 무소속       | 2016~현재 | 탈당                |

## 같이 보기
- 제천군·단양군 (1992년 선거구)
- 제천군의 국회의원
- 단양군의 국회의원
- 제천시·단양군
- 제천시의 국회의원